# Gmina Sjöbo
Gmina Sjöbo (szw. Sjöbo kommun) – gmina w Szwecji, w regionie Skania, z siedzibą w Sjöbo.
Pod względem zaludnienia Sjöbo jest 133. gminą w Szwecji. Zamieszkuje ją 17 404 osób, z czego 49,44% to kobiety (8604) i 50,56% to mężczyźni (8800). W gminie zameldowanych jest 633 cudzoziemców. Na każdy kilometr kwadratowy przypada 34,18 mieszkańca. Pod względem wielkości gmina zajmuje 174. miejsce.